# Je t'aime quand même
Pour plus de détails, voir Fiche technique et Distribution.
Je t'aime quand même est un film français de Nina Companéez sorti en 1994.

## Fiche technique
- Réalisateur et scénariste : Nina Companéez
- Musique du film : Robert Viger
- Directeur de la photographie : Claude Robin
- Montage : Nicole Dedieu
- Création des décors : François Comtet
- Coordinateur des cascades : Claude Carliez, Michel Carliez, Dominique Julienne, Jean-Loup Michou, Joël Venon
- Société de production : Cinémag
- Société de distribution : AMLF
- Pays d'origine  : France
- Genre : comédie
- Durée : 100 minutes
- Date de sortie 
  - France : 16 février 1994

## Distribution
- Pierre Palmade : Vincent
- Roland Giraud : Ramon Nogrette
- Gérard Hernandez : Luis
- Danièle Lebrun : Betty
- Valentine Varela : Pauline
- Delphine Rich : Douce
- Alexise Yerna : Iris
- Isabelle Guiard : La jeune femme du train
- Georges Vaur
- Patricia Karim : La maîtresse Flower
- Catherine Morlot : Mireille
- Jean-Claude Barbier : Lucien Paoli